# Всё остаётся людям
«Всё остаётся людям» — советский художественный фильм 1963 года. Создан по мотивам одноимённой пьесы Самуила Алёшина.

## Сюжет
Известный учёный Дронов работает в Новосибирске над созданием сверхсовременного двигателя. У него очень больное сердце, в связи с чем он боится не успеть довести дело до конца, а испытание двигателя на заводе в Москве, как назло, уже не в первый раз проходит неудачно. Дронов отказывается от всей остальной работы, даже перепоручает руководство институтом своему ученику Морозову.

## В ролях
| Актёр              | Роль                                |
| ------------------ | ----------------------------------- |
| Николай Черкасов   | Фёдор Алексеевич Дронов, академик   |
| Софья Пилявская    | Наталья Дмитриевна, жена Дронова    |
| Андрей Попов       | отец Серафим (Серафим Николаевич)   |
| Элина Быстрицкая   | Ксения Петровна Румянцева           |
| Игорь Озеров       | Алексей Николаевич Вязьмин          |
| Игорь Горбачёв     | Виктор Морозов, директор НИИ        |
| Галина Анисимова   | Ася Давыдовна, жена Морозова        |
| Яков Малютин       | Михаил Борисович Моргунов, академик |
| Антонина Павлычева | Тамара Ивановна, секретарь Дронова  |
| Вера Кузнецова     | Анна Павловна, мать Вязьмина        |
| Ефим Копелян       | Филимонов                           |
| Борис Рыжухин      | Сизов                               |
| Павел Панков       | Трошкин                             |

## Съёмочная группа
- Режиссёр: Георгий Натансон
- Оператор: Сергей Иванов
- Композитор: Владлен Чистяков
- Художник: Николай Суворов
- Монтажёр: К. Козырева
- Директор картины: Тамара Самознаева

## Награды
- 1964 год — Премия за лучшее исполнение мужской роли на Всесоюзном кинофестивале (Николай Черкасов).
- 1964 год — Ленинская премия (Николай Черкасов).